# Gênero na ficção especulativa
Gênero tem sido um importante tema explorado na ficção especulativa. Os gêneros que compõem ficção especulativa (FE)[a], ficção científica, fantasia, terror sobrenatural e gêneros afins (literatura utópica), sempre oferecem a oportunidade para escritores explorar as convenções sociais, inclusive de gênero, papéis de gênero, e crenças sobre a questão de gênero. Como todas as formas literárias, de fantasia e ficção científica reflete a percepção popular das eras em que os criadores foram escrito; e as respostas dos criadores para os estereótipos de gênero e papéis de gênero.
Muitos escritores têm escolhido para escrever com pouco ou nenhum questionamento dos papéis de género, e refletindo seus próprios papéis de gêneros culturais no mundo fictício. No entanto, muitos outros autores têm optado por utilizar a ficção científica e formatos não-realista para explorar convenções culturais, particularmente os papéis de gênero. 
Além dos tradicionais gêneros humanos, a ficção científica tem estendido a ideia de gênero para as hipotéticas espécies alienígenas e robôs, e imaginou sexos trans-reais, tal como os alienígenas que são verdadeiramente hermafroditas ou ter um "terceiro gênero, ou robôs que podem mudar de género ou  são sem sexo.

## Análise crítica
A ficção científica tem sido descrito como uma ferramenta útil para a análise das atitudes sociais e concepções de gênero; isto é particularmente verdadeiro na literatura, muito mais do que para outros meios de comunicação. As convenções dos gêneros da ficção especulativa incentiva escritores a explorar assuntos sobre o sexo biológico e apresentar modelos alternativos para as sociedades e personagens com diferentes crenças sobre a questão de gênero. Extrapolação de uma premissa especulativa pode facilmente iniciar uma ideia sobre o casamento, costumes ou os cromossomas do feto como uma mudança tecnológica. Apesar deste potencial, FE foi dito apenas apresentar ideias sobre o sexo e o género que estão na moda ou polêmico nos dias atuais, e em seguida projetá-lo em um futuro cenário de fantasia.
A ficção científica, em particular, tem sido, tradicionalmente, um gênero purista orientado em direção a leitores masculinos, e tem sido descrito como sendo de homens para homens, ou, às vezes, para os meninos. A maioria dos tropos estereotipados de ficção científica, tais como alienígenas, robôs ou superpoderes podem ser empregados como metáforas para o gênero.
Fantasia tem sido percebida como mais aceitável para as mulheres em relação à ficção científica ou terror (e oferecendo mais funções do que a ficção histórica ou romance), mas raramente tenta questões ou subverter o viés da superioridade masculina. A ficção científica tem tendência de olhar para o futuro e imaginar diferentes sociedades, o que dá potencial para examinar os papéis de gênero e preconceitos, enquanto que o uso de arquétipos e definições quase-históricas, muitas vezes, inclui o patriarcado.

### Representação das mulheres

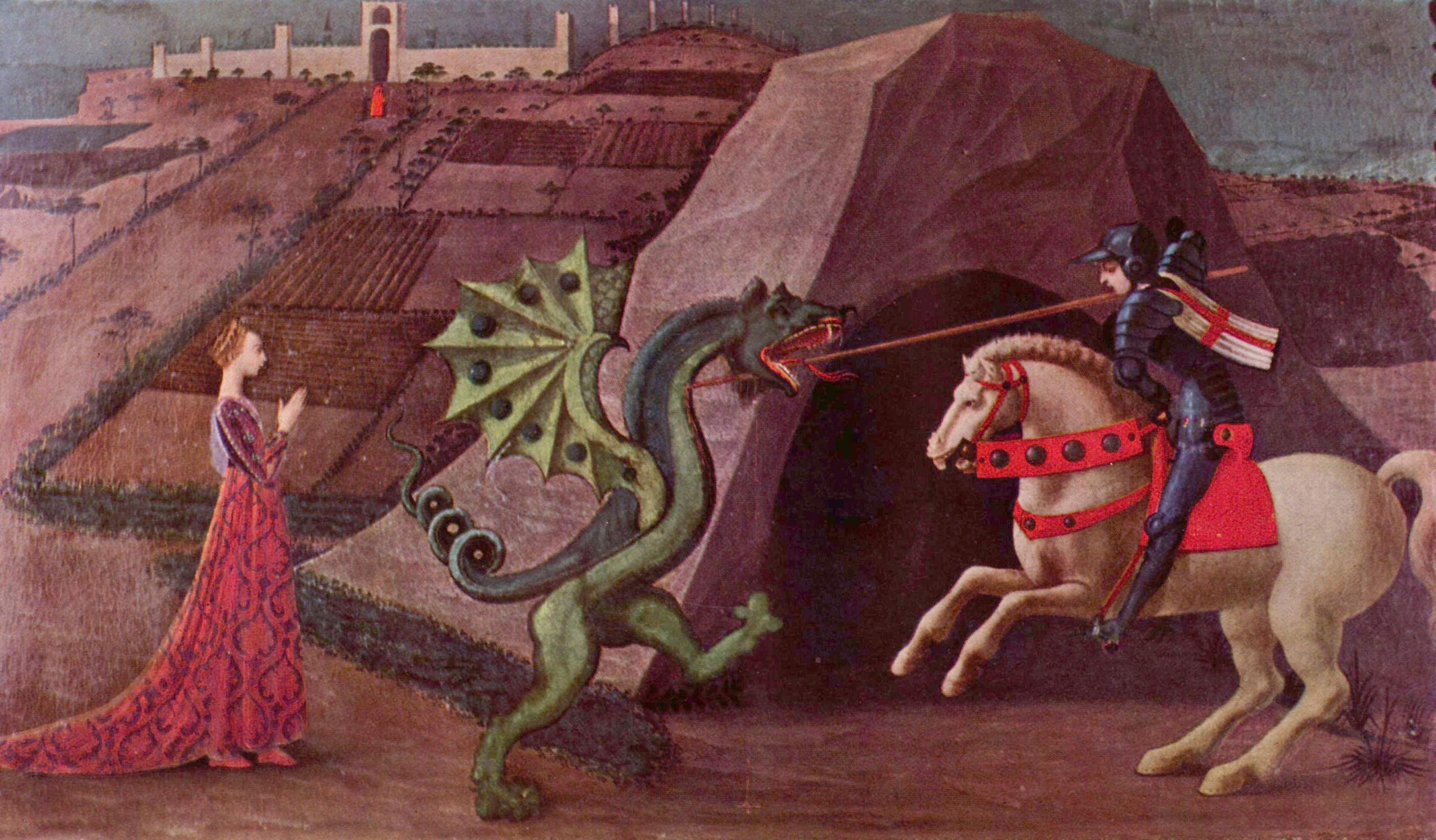
A Princesa e o Dragão, Paolo Uccello, c. 1470, uma imagem clássica de uma donzela em perigo.

A imagem da mulher, ou, mais amplamente, a representação de gênero na ficção especulativa, tem variado amplamente na história. Alguns escritores e artistas têm desafiado a sua sociedade, as normas de gênero na produção de seu trabalho; outros não. Entre aqueles que desafiaram o entendimento convencional e retratos de mulheres, homens, e a sexualidade, não tem tido, naturalmente, variações significativas. A percepção comum de que o papel das mulheres nas obras de FE tem sido dominada por um dos dois estereótipos: uma mulher que é má (vilã) ou aquela que é incapaz (donzela em perigo). Estas personagens são, geralmente, fisicamente atraente e provocantes, muitas vezes sem armaduras, e exigem o resgate e a validação de um herói.
O primeiro trabalho críticos focando nas mulheres na FE foi Symposium: Women in Science Fiction  (1975), editado por Jeffrey D. Smith, e outras influentes obras incluem Future Females:A Critical Anthology (1981) editado por Marleen S. Ribeiro.

### Retrato dos homens
Muitos protagonistas masculinos de ficção científica são reflexos de um único arquétipo heroico, que tem vocações científicas ou interesses,  e é "legal, racional e competente", "extraordinariamente assexuado", intercambiável e sem graça. Annette Kuhn propõe que estes personagens assexuados são as tentativas de obter a independência da mulher e figuras maternas, e sua infalível perícia mecânica é o que lhes dá fãs. O "super-homem" e o menino gênio também são estereótipos comuns  frequentemente representadas por personagens masculinos.
Os críticos argumentam que muito da ficção científica fetichiza a masculinidade, e a incorporação de tecnologia na ficção científica fornece uma metáfora para a imaginação futurista da masculinidade. Exemplos são o uso de "hipermasculinos ciborgues e consoles-cowboys". Tais tecnologias são desejáveis e reafirmam a masculinidade dos leitores e protege contra a feminização. Esta fetichização da masculinidade através da tecnologia de ficção científica difere da típica fetichização em outros gêneros, em que o objeto fetichizado é sempre feminino.
O livro Spreading Misandry argumenta que a ficção científica é muitas vezes usado para fazer infundadas reivindicações políticas sobre gênero, e tentar culpar os homens por todos os males da sociedade.

### Mundos de um gênero: utopias e distopias
Mundos de um único gênero, ou sociedades de um sexo têm sido uma das principais formas para explorar as implicações de gênero e suas diferenças. Na ficção especulativa, mundos só de mulheres têm sido imaginado para vir pela ação de doença que apaga os homens, juntamente com o desenvolvimento tecnológico ou místico métodos que permitem reprodução partenogénese feminina. A sociedade resultante muitas vezes é mostrada para ser utópica por escritoras feministas. Muitas influentes utopias feministas deste tipo, foram escritas na década de 1970; os exemplos mais frequentemente estudados são The Female Man de Joanna Russ,  Walk to the End of the World de Suzy McKee Charnas e Motherlines, e Woman on the Edge of Time de Marge Piercy. Utopias imaginadas por autores do sexo masculino têm, geralmente, incluído a igualdade entre os sexos, em vez de separação. Tais mundos têm sido retratados na maioria das vezes por autoras feministas lésbicas; a sua utilização de mundos do sexo feminino permite a exploração da independências das mulheres e liberdade do patriarcado. As sociedades podem não ser, necessariamente, lésbica ou sexual. Um exemplo bem conhecido de sociedade assexuada é Herland (1915) por Charlotte Perkins Gilman. Sociedadeas apenas de homens são muito menos comuns; um exemplo é Athos em Ethan de Athos (1986) por Lois McMaster Bujold. Joanna Russ sugere que sociedades apenas de homens não são comumente imaginadas, porque os homens não se sentem oprimidos, e, portanto, não imaginar um mundo sem as mulheres não implica um aumento na liberdade e não é tão atraente.
As utopias têm sido utilizadas para explorar o desdobramento do gênero, sendo uma construção social, ou um hard-wired imperativa. Em Golden Witchbreed, de Mary Gentle, o sexo não é escolhido até a maturidade, e o sexo não tem nenhuma influência sobre os papéis sociais. Em contraste, a obra de Doris Lessing, The Marriages Between Zones Three, Four and Five (1980), sugere que os valores de homens e mulheres são inerentes a ambos os sexos e não pode ser alterado, fazendo um compromisso entre eles essencial. Em  My Own Utopia (1961) por Elizabeth de Mann-Borgese, o sexo existe, mas é dependente da idade, em vez de sexo, crianças sem sexos são amadurecem em mulheres, algumas das quais viriam a tornar-se homens. Charlene Bola escreve em  Women's Studies Encyclopedia de que o uso da ficção especulativa para explorar os papéis de gênero, no futuro, as sociedades tem sido mais comum nos Estados Unidos em comparação com a Europa e em outros lugares.

### Robôs e ciborgues
Um ginóide é um robô projetado para se parecer com um ser humano do sexo feminino, em comparação com um androide modelado para ser homens (ou sem sexo) humanos. Ginóides são "irresistivelmente atraídas" para a luxúria dos homens, e destinam-se principalmente a serem objetos sexuais, sem uso, além de "agradar aos desejos sexuais dos homens violentos". Uma longa tradição existe na ficção masculina é tentar criar o estereótipo de "mulher perfeita". Os exemplos incluem o mito grego de Pigmaleão e a robô feminina Maria de Metrópolis (1927). Ciborgues femininas têm sido igualmente utilizados em obras de ficção, em que corpos naturais são modificadas para se tornarem objetos de fantasia. Ficção sobre ginoides ou ciborgues femininas podem reforçar as "ideias essencialistas de feminilidade".